# Concerto per corno e orchestra n. 2
Il concerto per corno e orchestra n. 2 in Mi bemolle K 417 è il secondo dei quattro concerti (K 412, K 447, K 495) scritti da Wolfgang Amadeus Mozart per corno ed orchestra.

Apre il concerto un allegro maestoso in forma sonata. Il materiale tematico viene esposto dall'orchestra in cui, seppure per brevi sequenze, emerge la coppia di oboi.

La cantabilità ha la sua migliore espressione nel successivo andante dove solista e orchestra si rincorrono in un gioco di raffinate imitazioni.

È comunque nel rondò che costituisce il terzo tempo che emergono i motivi più interessanti. Il compositore con l'aiuto dei due ulteriori corni inseriti nell'orchestra riesce ad evocare efficacemente scene di caccia. Interruzioni e ripetizioni dei temi forniscono al movimento toni divertenti ed ironici che conducono ad un frizzante finale.

## Dati sull'opera
Catalogo Köchel
- K 417

Durata
- 14 minuti

Movimenti
- [Allegro] (4/4, Mi bemolle maggiore)
- Andante (3/4, Si bemolle maggiore)
- Rondò: [Allegro] (6/8, Mi bemolle maggiore)

Organico
- solista (corno)
- 2 oboi
- 2 corni
- archi (violini primi e secondi; viole; violoncelli; contrabbassi)

Luogo e data di composizione
- Vienna, 27 maggio 1783

Prime edizioni a stampa
- André, Offenbach 1802

Autografo
- frammentario, Biblioteka Jagiellońska, Cracovia

## Curiosità
Sul frontespizio del manoscritto è presente la seguente dedica "Wolfgang Amedé Mozart ha avuto pietà di quell'asino, bue e pazzo di Leutgeb"